# دیسرائلی، کبک (قصبه)
دیسرائلی (به فرانسوی: Disraeli) قصبه‌ای در منطقه شهری له آپالاش ناحیه شودییر-آپالاش در استان کبک کانادا است. در سرشماری سال ۲۰۱۱ این قصبه ۱٬۰۱۹ نفر جمعیت داشته‌است و مساحت آن ۹۳٫۸۸ کیلومتر مربع است.